# 長榮之聲
長榮之聲（Star Radio）全名「長榮大學長榮之聲學校實習（無線）廣播電臺」，位於台南市歸仁區大潭，為長榮大學於2000年申設、2002年正式開播之實習電台，是南臺灣第一個實習廣播電台。

## 簡史
- 長榮大學大眾傳播系[1]於1999年著手規劃長榮之聲學校實習廣播電台之申設。
- 1999年11月申請建置廣播錄音室。
- 1999年至2000年，經校務會議陸續修正，並通過實習電台設置辦法。
- 2000年4月發函教育部申設本校實習電台，是年5月26日，教育部台（89）高二字第89062121號函核准設置。
- 2001年7月與俊逸文教基金會[2]簽訂合作契約，該基金會捐贈廣播相關設備供本校實習電台建置使用。
- 2001年8月1日交通部電信總局來函 （電信廣九十字第505031-0號）准予核發架設許可證。
- 2001年9月增建電台錄音室。
- 2001年10月，電台第一批實習生誕生。同年12月27日電台試播。次年2月，第二屆實習生加入。
- 2002年3月29日開播。是年11月，交通部電信總局正式核發電台執照。
- 自2002年3月開播起，每年於暑假進行實習生培訓 （部分屆別配合學校行事曆調整為寒假招募）。截至2022年7月，已有二十屆之實習畢業生，正式入台參與實習者不限科系約計700人，完成實習並取得正式實習證書者共計500人。
- 自2021年起，配合長榮大學研究發展處、永續生活實驗室、大眾傳播系，由相關單位系所師生，共同製播永續生活Easy Life Podcast節目，期盼透過節目與聽眾從生活層面關心SDGs議題，為台灣與世界的永續發展盡一份心力。

## 收聽頻率
長榮之聲電台頻率為FM88.3。

## 組織架構
- 長榮之聲置台長一位，開台至2014年7月期間，為該校大眾傳播系張瑛玿老師擔任；2014年8月起，由大傳系系主任兼任之。2017年3月起，電台台長為柯秀卿老師。2022年2月起，電台台長為陳明鎮老師兼任。
- 台長之下置專任助理一名，負責台內業務之管理，助理為蔡宗麟技佐。
- 每學年甄選校內各科系對廣播有興趣之學生加入電台，電台依實習需求，置學生實習長一名，另設節目、新聞、工程、媒資、活動、管理六個部門，部門各置一部長。

## 實習部門
- 節目部，統籌節目之企劃、製播、編輯、審查及研究發展等事務。設：
  - 企製組：負責學期節目方向之具體規劃，企劃案之徵求、審查及專案活動之企劃及推動。
  - 編審組：負責節目內容品質審查及召開節目部檢討會議。
  - 成音組：負責廣播廣告、節目之製作、排播與節目後製剪輯等相關事務。
- 工程部，負責成音設備之基礎保養與使用維護，及電台實習生之工程技能訓練等事務。
- 媒資部，統籌臺內音源蒐集、建檔、編目及管理；每月整理音樂播出清單予版權仲介協會存查。
- 管理部，負責統籌電台人事（考核）、福利、值班安排及內部聯繫等事項。
- 活動部，統籌本台對外聯絡及協調、公關活動企劃推動、節目宣傳與網路粉絲團之管理等事務。
- 新聞部，統籌本台新聞類節目之企畫審查、採訪、製播暨檢討會召開等事務。

## 節目製播
- 長榮之聲為24小時播音。
- 節目區分為學期間及寒暑假期間兩類。
  - 學期期間節目通常於開學後第三週起製播，製播16週為原則；寒暑假另錄製假期節目。
- 以實習生製作或主持之節目為主，約佔71.5%。
- 其餘非本台實習生時段，排播四種類型節目，分別為：
  - 業界電台提供之觀摩節目，例如：竹科之音電台《趨勢觀察》。
  - 語言教學節目：如常春藤英語雜誌社《生活英語》、《解析英語》；空中英語雜誌社《空中英語教室》、《大家說英語》，及NHK WORLD《簡明日語》。
  - 英文新聞節目：與美國之音VOA聯播每日最新國際新聞。
  - 教會宗教性節目：如台南市十二石教會《十二石之聲》。
  - 他校實習電台節目。與其他台灣實習電台進行節目交換播送。

## 外部連結
- 長榮大學Chang Jung Christian University （页面存档备份，存于）
- 長榮大學Star Radio （页面存档备份，存于）